# Кермек Гмелина
Керме́к Гме́лина (лат. Limónium gmélinii) — вид растений рода Кермек (Limonium) семейства Свинчатковые (Plumbaginaceae).
Распространён в степях, полупустынях европейской части России, Сибири, Казахстана, Средней Азии. Растёт на засолённых почвах.
Видовой эпитет растению дан в честь одного из первых исследователей флоры Сибири Иоганна Гмелина.

## Ботаническое описание
Многолетнее травянистое растение.
Корень стержневой, толстый, деревянистый, сверху темно-бурый, на изломе красно-бурый.
Стебель 30—60 см высотой, в верхней половине ветвистый.
Листья собраны в прикорневую розетку, черешковые, широкоэллиптические или яйцевидные, зеленые или сизо-зеленые.
Цветки многочисленные, мелкие, сине-фиолетовые, собраны в колоски, которые образуют щитковидные соцветия. Чашечка коническая, с густоопушенной трубкой и пятилопастным отгибом. Цветет в июле.
Плод — обратнояйцевидная, буроватая коробочка с удлиненно-яйцевидными семенами пурпурно-коричневого цвета. Созревает в августе-сентябре.

## Химический состав
Корни кермека содержат 5—25 % дубильных веществ; трава — алкалоиды и гликозид мирицитрин.

## Значение и применение
В народной медицине применяются корни в виде отвара или порошка как вяжущее при поносах и кровоостанавливающее.
Корни кермека используются в качестве дубителя, при этом кожа приобретает красновато-бурый цвет. Используется также как краситель.

## Галерея

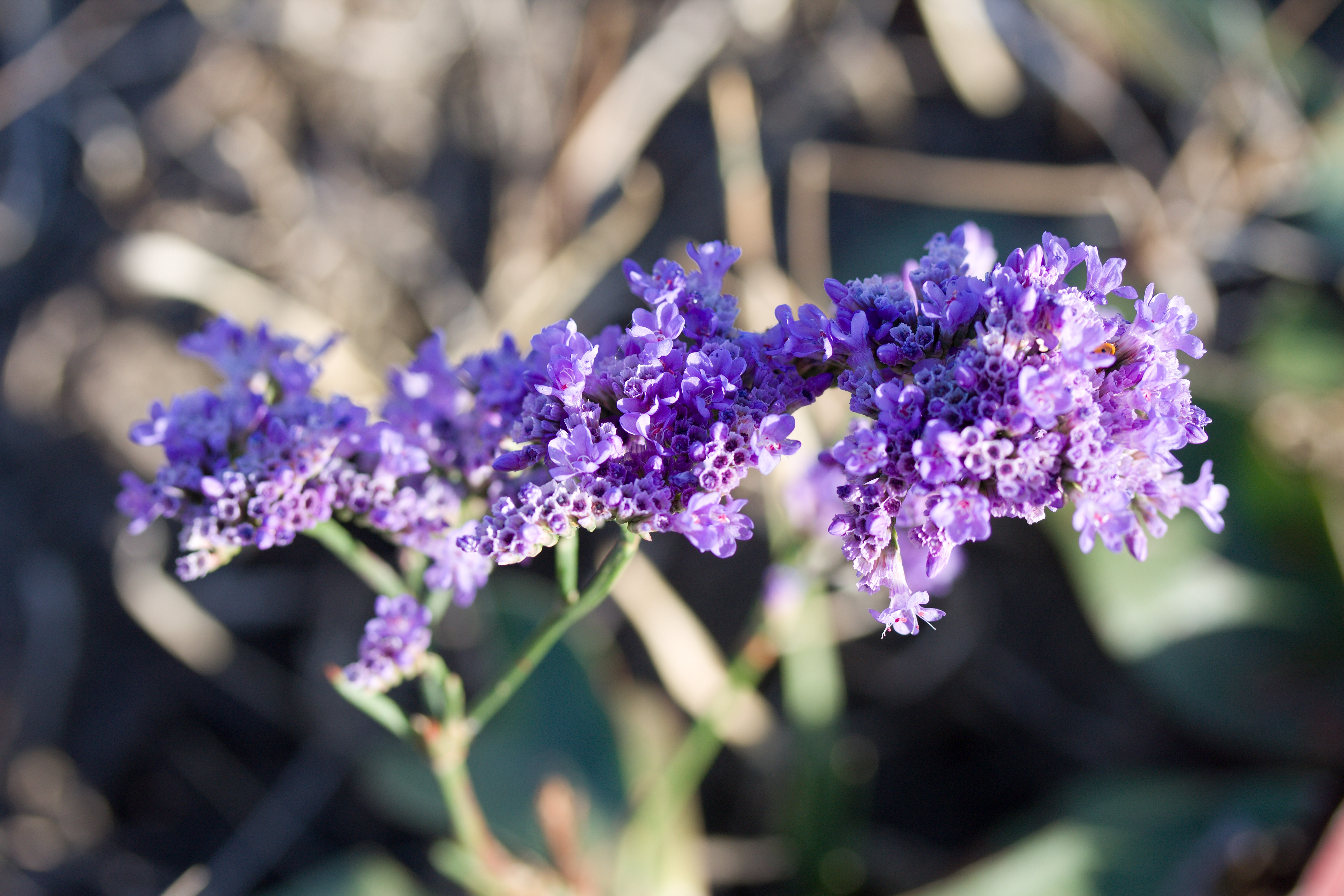
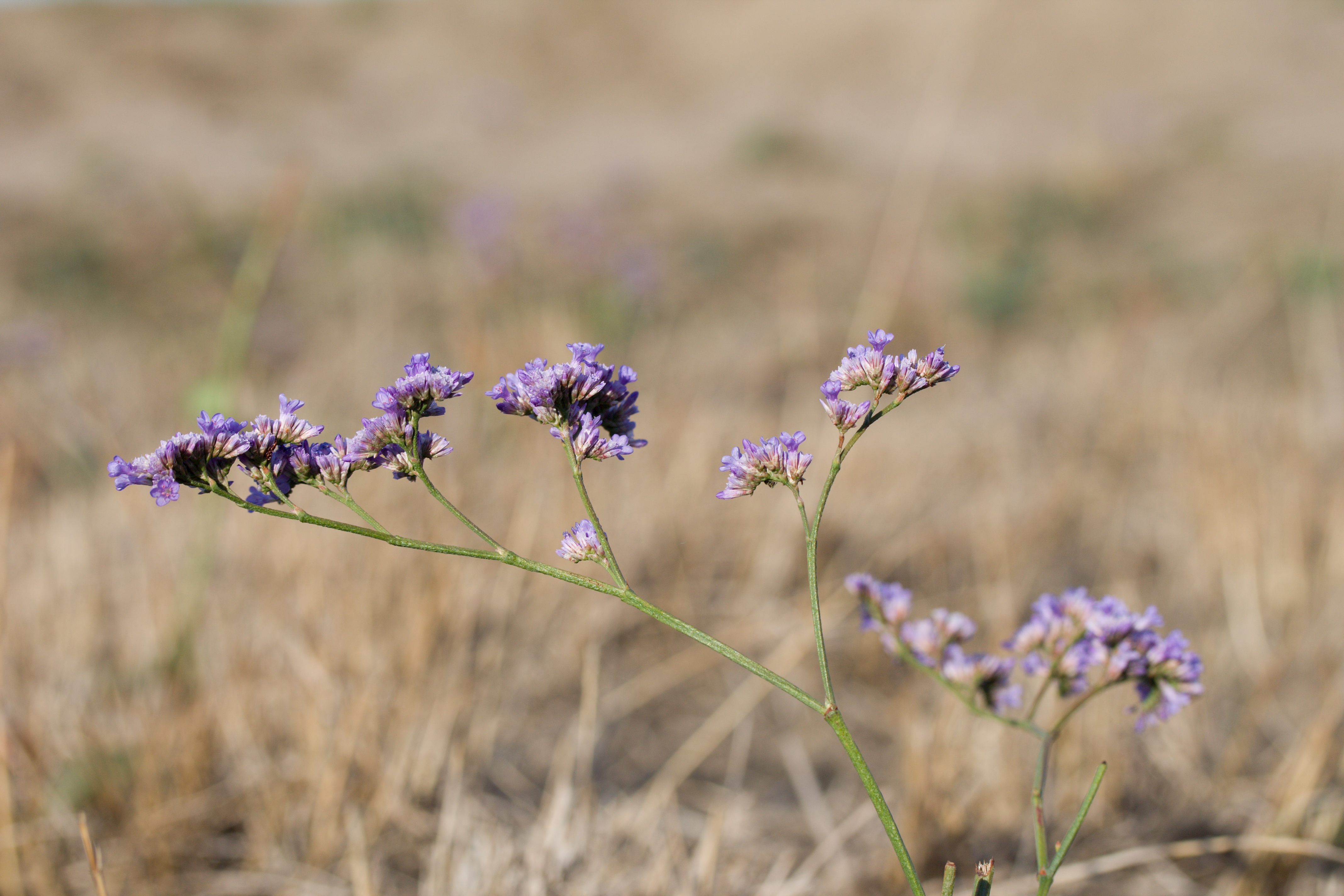
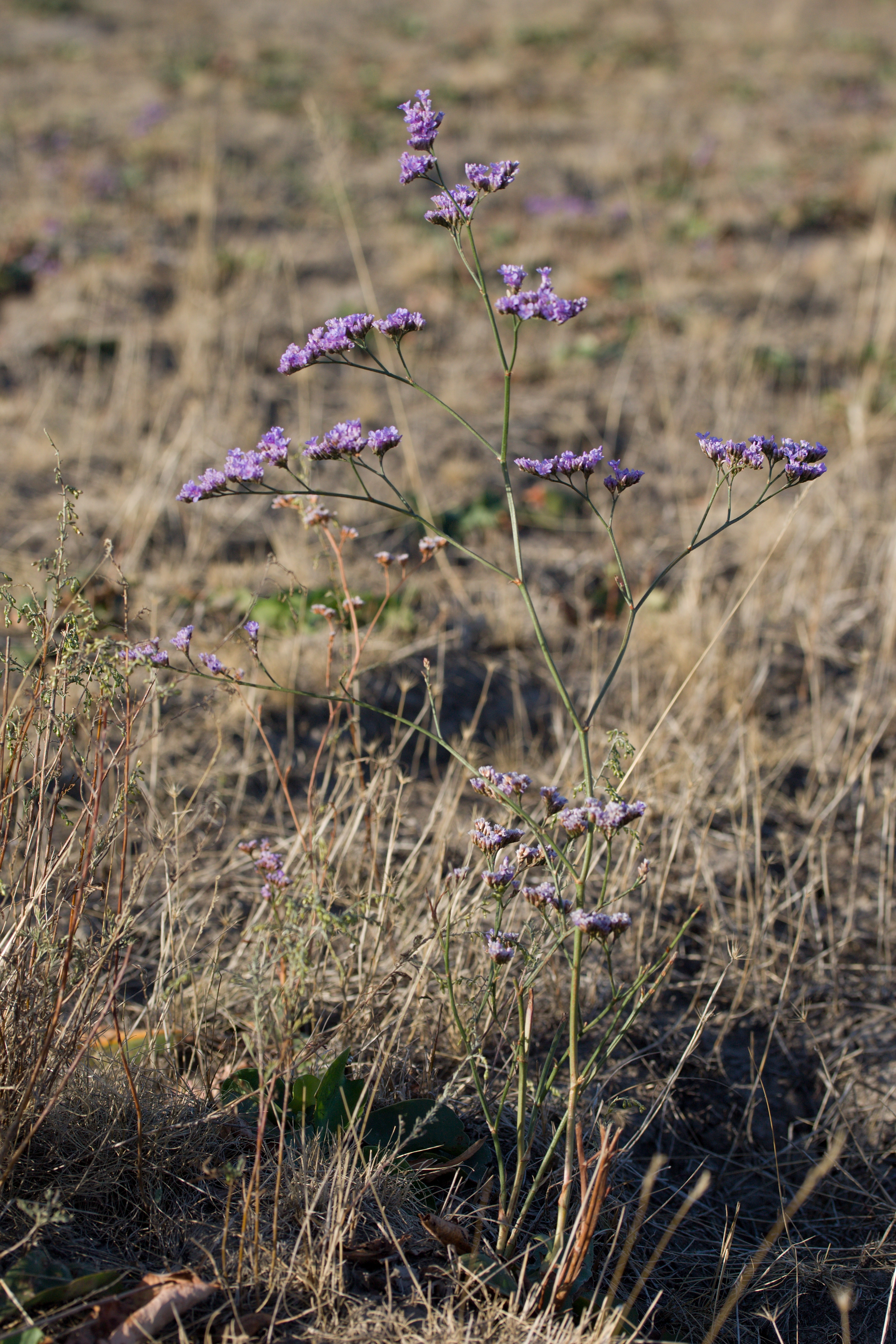
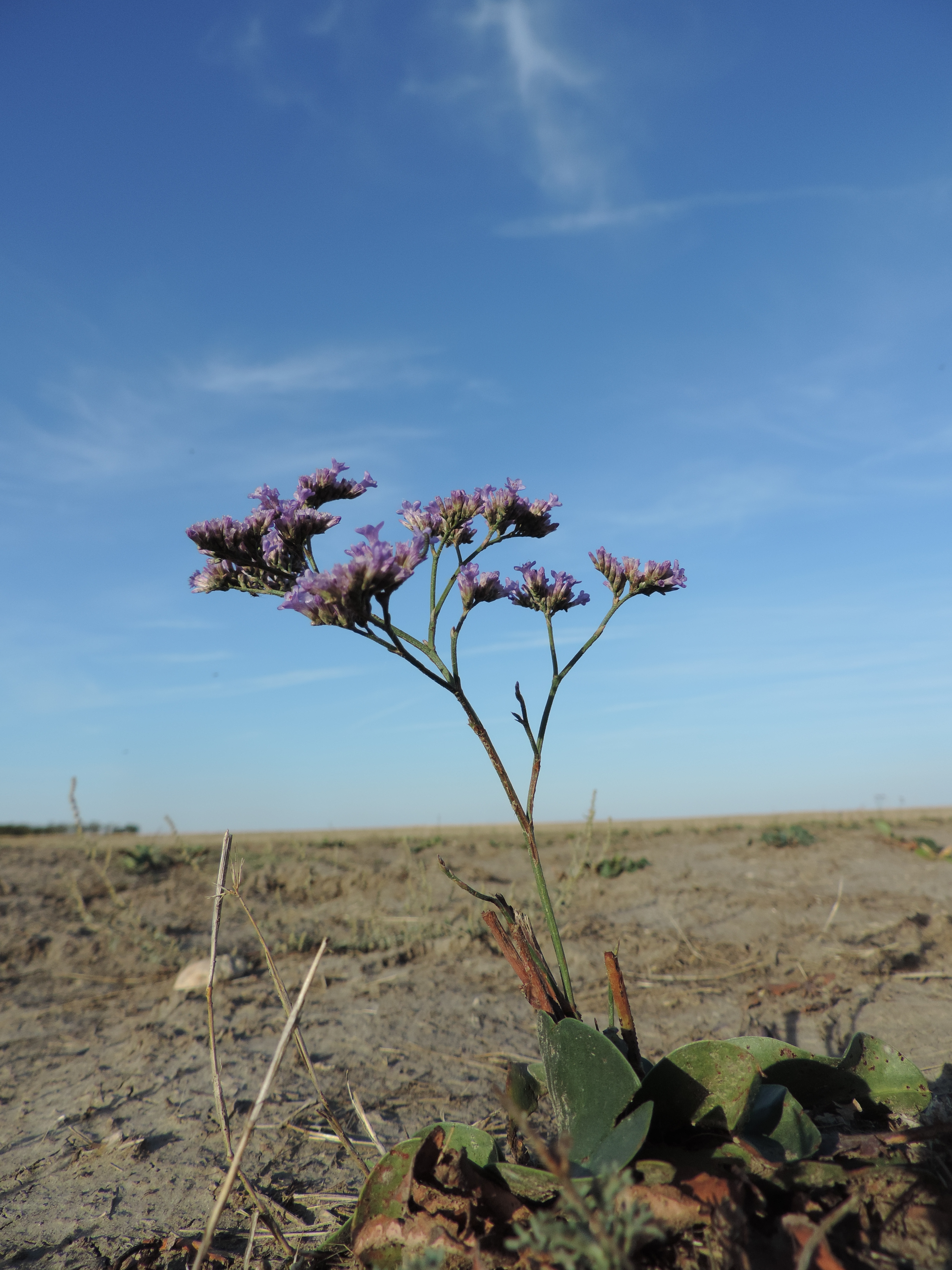
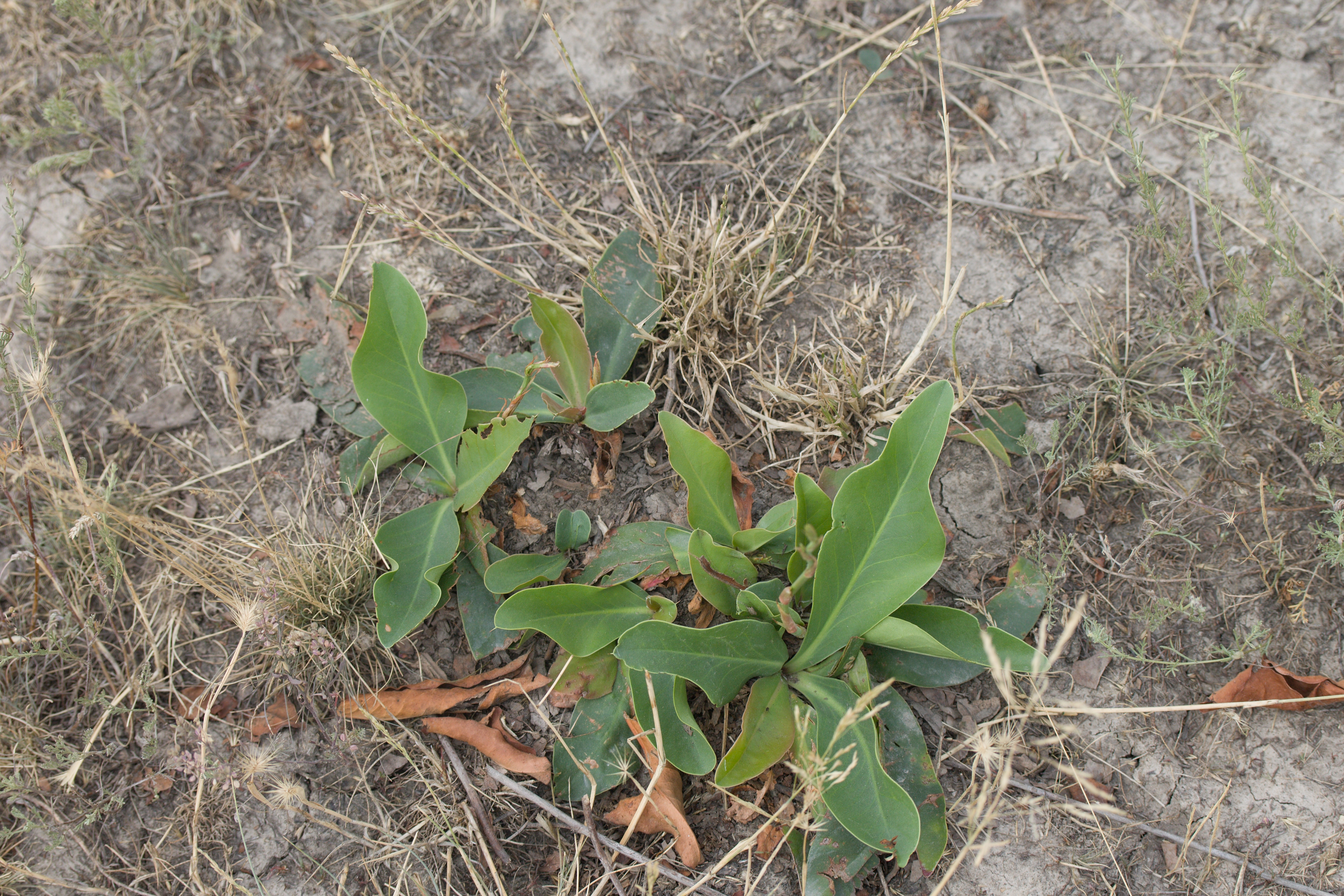
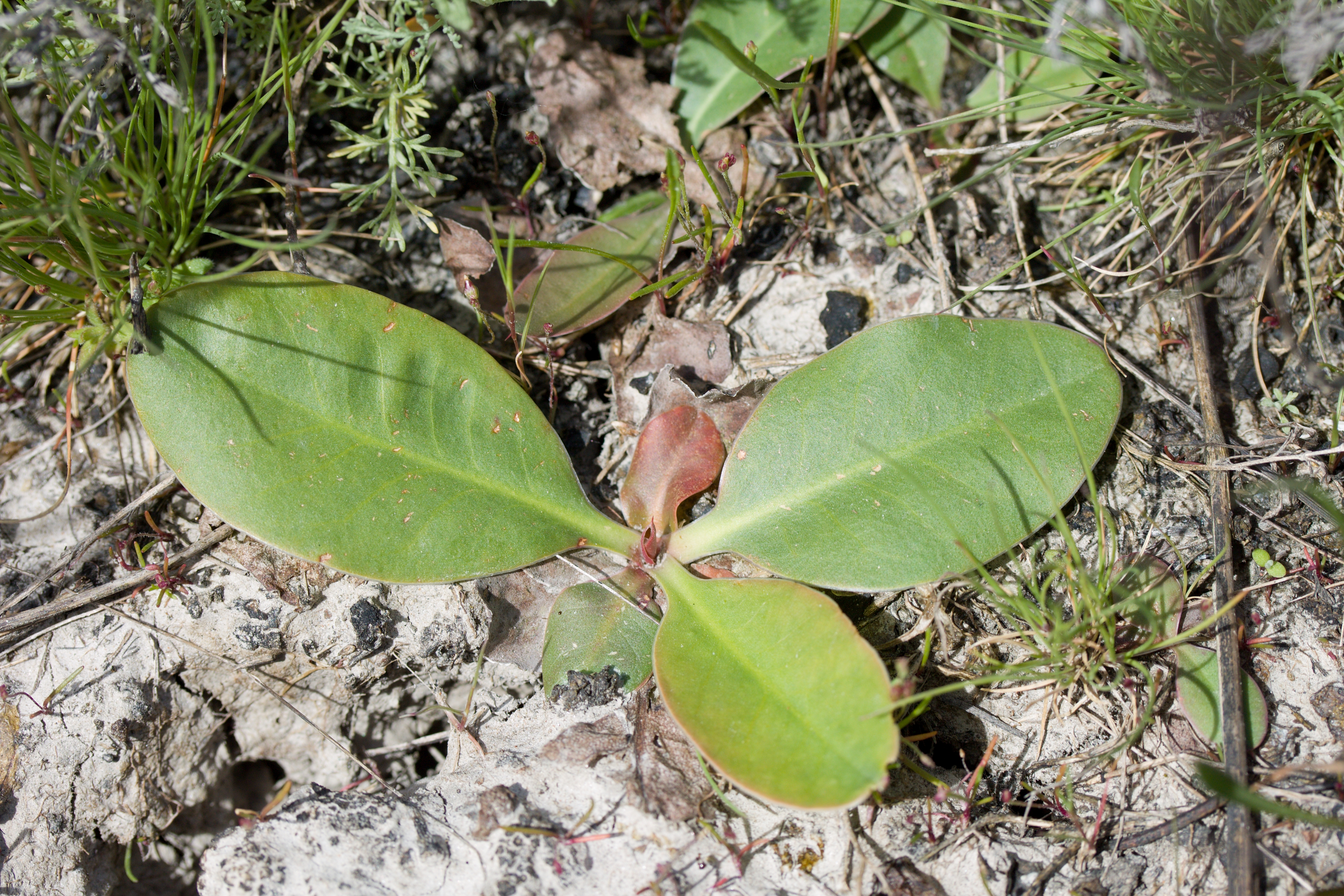
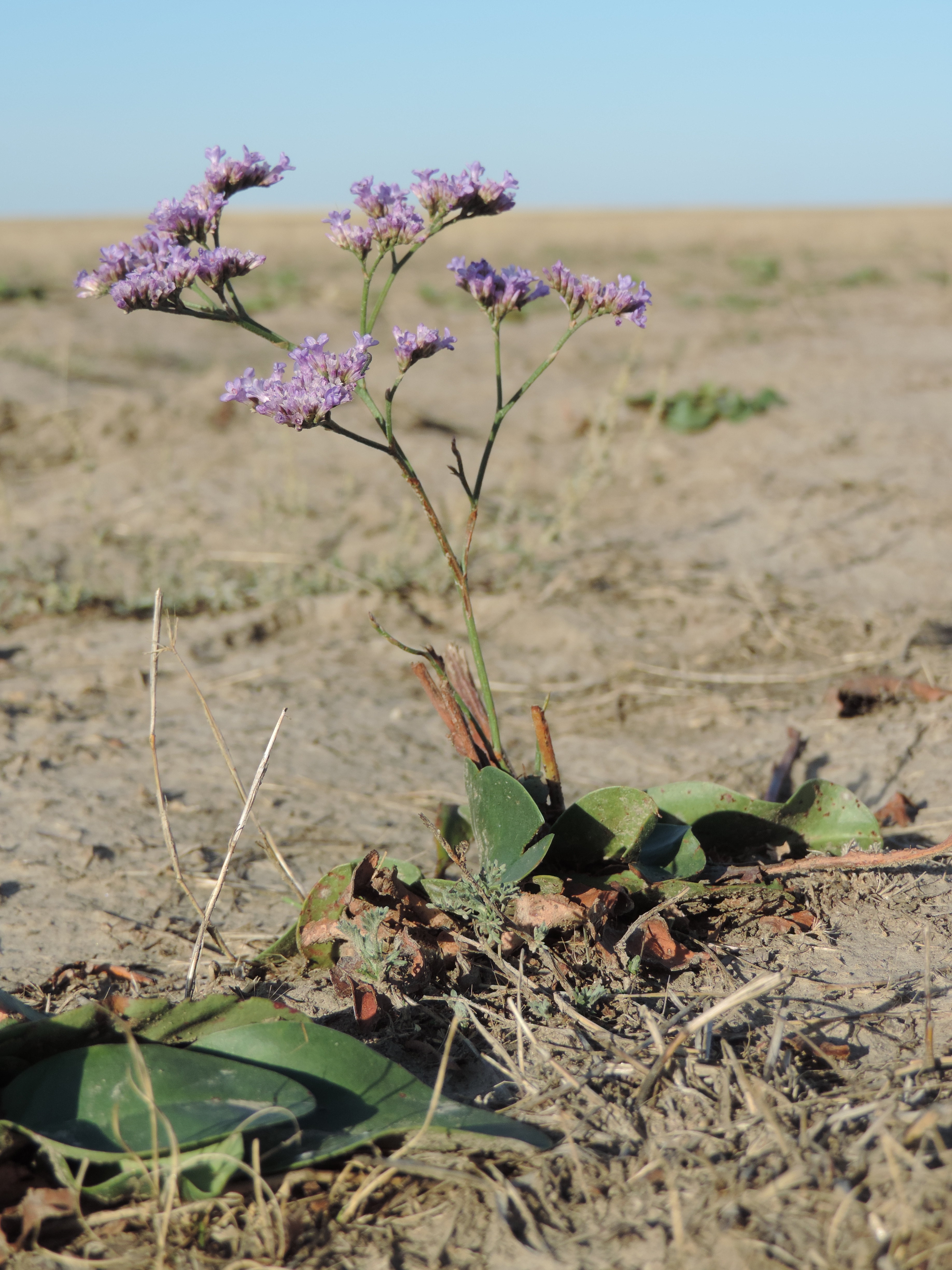

## Ботаническая классификация

### Синонимы
- Limonium pycnanthum (K.Koch) Kuntze
- Statice glauca Willd. ex Schult.
- Statice gmelinii Willd.
- Statice pycnantha K.Koch
- Statice scoparia Pall. ex Willd.